# Копылова, Светлана Вадимовна
Светла́на Вади́мовна Копыло́ва (род. 22 февраля 1964 года, Иркутск, СССР) — советская и российская исполнительница авторской песни. Киноактриса, автор песен известных исполнителей — Кристины Орбакайте, Игоря Саруханова, Вячеслава Малежика, Валентины Толкуновой. Является лауреаткой как международных, так и региональных фестивалей. Член Союза кинематографистов России.

## Биография
Родилась в Иркутске 22 февраля 1964 года.
Окончила школу, Иркутский авиационный техникум, затем поступила в Театральное училище имени Щукина в Москве на курс Евгения Симонова. Студенткой второго курса начала сниматься в кино.
Одновременно начала пробовать себя в качестве поэта-песенника и писать музыку. Песни на её стихи пели Игорь Саруханов, Вячеслав Малежик и другие. Ряд песен Копыловой включила в свой репертуар Валентина Толкунова. В 2009 году Светлана Копылова провела с Толкуновой несколько совместных концертов. Спустя год после смерти Толкуновой Копылова с единомышленниками создали фильм-воспоминание «Любовь побеждает смерть», посвящённый певице.

Певица много гастролирует как в России, так и за рубежом. На концертах исполнительнице помогают гитаристы Дмитрий Колтаков, Михаил Оленченко или Сергей Урюпин. В студии Светлана по-прежнему работает с Александром Ольцманом — солистом ВИА 70-х «Поющие сердца». Светлана — частая гостья православного телеканала «Союз». 

### Студийные альбомы
| Год  | Название                                                    |
| ---- | ----------------------------------------------------------- |
| 2006 | Дар Богу песни-притчи                                       |
| 2007 | Богоносная Россия песни-баллады                             |
| 2007 | Ладан Сомали просто песни                                   |
| 2008 | Кисточка в Божьих руках песни-притчи 2                      |
| 2009 | Зрячая любовь песни-легенды                                 |
| 2010 | Я сердце отдаю… песни-притчи 3                              |
| 2010 | Ювенальная юстиция или гражданская позиция                  |
| 2011 | Хрупкая мечта песни-притчи 4 (по заповедям Божьим)          |
| 2012 | Не обижайте матерей песни о семье и матери                  |
| 2012 | О Тебе пою просто песни — 2                                 |
| 2013 | Люблю на стихи современных авторов                          |
| 2013 | Прости нас, Государь! 400-летие Дома Романовых              |
| 2013 | От Земли до Неба песни-притчи 5                             |
| 2014 | Блажен, кто верует. Песни-притчи 6 (по заповедям Блаженств) |
| 2015 | Ностальгия просто песни — 3                                 |
| 2016 | Звезду дарю. Песни-истории о русских царях и не только.     |
| 2017 | Мир, где живёт любовь                                       |
| 2019 | Незабудка. Песни-притчи 7                                   |
| 2020 | Осень Летовна                                               |

### Концертные альбомы
| Год  | Название                                                |
| ---- | ------------------------------------------------------- |
| 2006 | Встреча со Светланой Копыловой в Славянском Центре      |
| 2008 | Фильм-концерт в Александро-Невской лавре                |
| 2012 | Любовь побеждает смерть                                 |
| 2012 | Фильм-концерт в Королевском зале Останкинской телебашни |
| 2013 | Видеосборник                                            |

### Сборники
| Год  | Название                              |
| ---- | ------------------------------------- |
| 2010 | Русская земля не просто песни         |
| 2013 | Торопитесь Любить не просто песни — 2 |

## Мнения
Протоиерей Артемий Владимиров в предисловии к её книге «Царская баллада» так отзывался о её творчестве:

Светлана Копылова получила от Бога дар детской, истинной и искренней веры. Вера в Воплощённое Слово и в Церковь всколыхнула в ней прежде затаённое поэтическое чувство. Как отрадно, что исходящее из её женского сердца слово не туманное и неопределённое в его значениях, не вялое и путаное, но простое, ясное и прекрасное…— из предисловия к книге С. Копыловой «Царская баллада»

## Награды и почётные звания
- Диплом лауреата Бехтеевского фонда любителей русской старины (2008)
- Орден Святой преподобной Анастасии Киевской (2011)[8]
- Орден Святой великомученицы Варвары (2013)[8]

- Движение «Семья — Единение — Отечество» при поддержке Белорусского Экзархата Русской православной Церкви наградило Светлану Копылову «Медалью за заслуги» (2013)
- Почетный знак Святой Татьяны в номинации «Наставник молодёжи»[8][9]
- На всероссийском кинофестивале «Семья России» видеоклип на песню «Осенний лист» стал победителем среди видеоклипов, а песня «Разговор с мамой» — победителем среди песен о семье (2009)

## Фильмография
| Год  |   | Название            | Роль                                                                    |
| ---- | - | ------------------- | ----------------------------------------------------------------------- |
| 1985 | ф | Свидетель           | Лена Лоза                                                               |
| 1987 | ф | Мой боевой расчёт   | Лена                                                                    |
| 1987 | ф | Причалы             | Вера Бусыгина                                                           |
| 1988 | ф | Меня зовут Арлекино | Лена                                                                    |
| 1989 | ф | Навеки – 19         | снималась                                                               |
| 1990 | ф | Карьер              | Мария                                                                   |
| 1990 | ф | Фуфель              | Марина Шахова                                                           |
| 1991 | ф | Полуночный блюз     | Девушка-главная героиня по прозвищу Стрекозка (Степанова Л. или Наташа) |
| 1992 | ф | Выстрел в гробу     | Стелла                                                                  |
| 1997 | ф | Время танцора       | Лариса, жена Валерия                                                    |
| 2004 | ф | Личный номер        | классный руководитель                                                   |
| 2005 | ф | С Дона выдачи нет   | Имя персонажа не указано                                                |
| 2006 | ф | Последняя исповедь  | мать Тюленина                                                           |